# Gymnastique aux Jeux olympiques de la jeunesse d'été de 2010
Navigation
Édition suivante
La gymnastique aux jeux olympiques de la jeunesse d'été de 2010 a eu lieu au Palais des sports de Bishan de Singapour du 16 au 25 août 2010. Les compétitions de gymnastique artistique, de gymnastique rythmique et de trampoline s'y sont déroulées. Les gymnastes éligibles pour participer doivent être nés entre le 1er janvier 1993 et le 31 décembre 1994 pour les garçons de la gymnastique artistique et les gymnastes de l'épreuve au trampoline, et entre le 1er janvier 1995 et le 31 décembre 1995 pour les filles de la gymnastique artistique et les participantes des épreuves de gymnastique rythmique.

## Calendrier
| Gymnastique artistique | Pictogramme Gymnastique Artistique |  |  |  |  |  |  | 1 | 1 |   | 5 | 5 |  |  |   |  |
| Gymnastique rythmique  | Pictogramme Gymnastique Rythmique  |  |  |  |  |  |  |   |   |   |   |   |  |  | 2 |  |
| Trampoline             | Pictogramme Trampoline             |  |  |  |  |  |  |   |   | 2 |   |   |  |  |   |  |

|  | Jour de compétition |  | Jour de finale | 4 | Nombre de finales |

## Compétitions

### Gymnastique artistique

#### Qualifications
Les Championnats d'Europe de gymnastique artistique 2010 ont fait office de qualification pour la compétition de gymnastique artistique.

#### Compétition Garçons
| Épreuves                    | Or                  | Argent         | Bronze           |
| --------------------------- | ------------------- | -------------- | ---------------- |
| Concours général individuel | Yuya Kamoto         | Oleh Stepko    | Zhu Xiaodong     |
| Sol                         | Ernesto Vila Sarria | Oleh Stepko    | Zhu Xiaodong     |
| Cheval d'arçons             | Oleh Stepko         | Sam Oldham     | Daniil Kazachkov |
| Anneaux                     | Andrei Muntean      | Yuya Kamoto    | Néstor Abad      |
| Saut de cheval              | Ganbat Erdenebold   | Ferhat Arıcan  | Néstor Abad      |
| Barres parallèles           | Oleh Stepko         | Andrei Muntean | Ludovico Edalli  |
| Barre fixe                  | Sam Oldham          | Néstor Abad    | Zhu Xiaodong     |

#### Compétition Filles
| Épreuves            | Or              | Argent           | Bronze           |
| ------------------- | --------------- | ---------------- | ---------------- |
| Concours Général    | Viktoria Komova | Tan Sixin        | Carlotta Ferlito |
| Saut de cheval      | Viktoria Komova | Maria Vargas     | Carlotta Ferlito |
| Barres asymétriques | Viktoria Komova | Tan Sixin        | Jonna Adlerteg   |
| Poutre              | Tan Sixin       | Carlotta Ferlito | Angela Donald    |
| Sol                 | Tan Sixin       | Diana Bulimar    | Viktoria Komova  |

### Gymnastique rythmique
Comme pour la gymnastique artistique, les Championnats d'Europe de gymnastique rythmique 2010 ont fait office de qualification pour la compétition de gymnastique rythmique.
| Épreuves                     | Or                  | Argent        | Bronze                   |
| ---------------------------- | ------------------- | ------------- | ------------------------ |
| Concours général individuel  | Alexandra Merkulova | Aryna Sharapa | Jana Berezko-Marggrander |
| Concours général par équipes | Russie              | Égypte        | Canada                   |

### Trampoline
| Épreuves           | Or              | Argent               | Bronze          |
| ------------------ | --------------- | -------------------- | --------------- |
| Individuel garçons | Oleksandr Satin | He Yuxiang           | Ginga Munetomo  |
| Individuel filles  | Dong Yu         | Sviatlana Makshtrova | Chisato Doihata |

### Tableau des médailles
| Rang  | Nation      | Or | Argent | Bronze | Total |
| ----- | ----------- | -- | ------ | ------ | ----- |
| 1     | Russie      | 5  | 0      | 2      | 7     |
| 2     | Chine       | 3  | 3      | 3      | 9     |
| 3     | Ukraine     | 3  | 2      | 0      | 5     |
| 4     | Roumanie    | 1  | 2      | 0      | 3     |
| 5     | Japon       | 1  | 1      | 2      | 4     |
| 6     | Royaume-Uni | 1  | 1      | 0      | 2     |
| 7     | Cuba        | 1  | 0      | 0      | 1     |
| 7     | Mongolie    | 1  | 0      | 0      | 1     |
| 9     | Espagne     | 0  | 2      | 2      | 4     |
| 10    | Biélorussie | 0  | 2      | 0      | 2     |
| 11    | Italie      | 0  | 1      | 3      | 4     |
| 12    | Turquie     | 0  | 1      | 0      | 1     |
| 12    | Égypte      | 0  | 1      | 0      | 1     |
| 14    | Suède       | 0  | 0      | 1      | 1     |
| 14    | Australie   | 0  | 0      | 1      | 1     |
| 14    | Allemagne   | 0  | 0      | 1      | 1     |
| 14    | Canada      | 0  | 0      | 1      | 1     |
| Total | Total       | 16 | 16     | 16     | 48    |